# Lijst van rijksmonumenten in Zoetermeer
De plaats en gemeente Zoetermeer telt 16 inschrijvingen in het rijksmonumentenregister. Hieronder een overzicht. Zie ook de Lijst van gemeentelijke monumenten in Zoetermeer
| Object                                                                    | Oorspronkelijke functie?  | Bouwjaar               | Architect  | Locatie                   | Coördinaten?                 | Nr.?   | Afbeelding                                                           |
| ------------------------------------------------------------------------- | ------------------------- | ---------------------- | ---------- | ------------------------- | ---------------------------- | ------ | -------------------------------------------------------------------- |
| Burgemeesterswoning                                                       | Woonhuis                  | 1872                   |            | Dorpsstraat 7             | 52° 3' 26" NB, 4° 29' 37" OL | 41020  | Meer afbeeldingen                                                    |
| In oorsprong mogelijk als boerderij gebouwd pand op T-vormige plattegrond | Boerderij                 | laatste helft 19e eeuw |            | Dorpsstraat 8             | 52° 3' 27" NB, 4° 29' 37" OL | 41021  | Meer afbeeldingen                                                    |
| In oorsprong vrijstaand pand met verdieping onder omlopend schilddak      | Woonhuis                  | 18e eeuw               |            | Dorpsstraat 9             | 52° 3' 26" NB, 4° 29' 39" OL | 41022  | In oorsprong vrijstaand pand met verdieping onder omlopend schilddak |
| Nicolaaskerk                                                              | Kerk en kerkonderdeel     | 1915                   |            | Dorpsstraat 24            | 52° 3' 26" NB, 4° 29' 43" OL | 516043 | Meer afbeeldingen                                                    |
| Oude Kerk                                                                 | Kerk en kerkonderdeel     | 1785-1787              |            | Dorpsstraat 59            | 52° 3' 23" NB, 4° 29' 46" OL | 41023  | Meer afbeeldingen                                                    |
| De Hoop                                                                   | Industrie- en poldermolen | 1897                   |            | Eerste Stationsstraat 37a | 52° 3' 11" NB, 4° 29' 52" OL | 41024  | Meer afbeeldingen                                                    |
| Nabij                                                                     | Woonhuis                  | 1854                   |            | Eerste Stationsstraat 84  | 52° 3' 8" NB, 4° 29' 51" OL  | 41025  | Meer afbeeldingen                                                    |
| Boerderij "Akkerlust"                                                     | Woonhuis                  | 1866                   |            | Vlamingstraat 49          | 52° 3' 29" NB, 4° 29' 25" OL | 41026  | Meer afbeeldingen                                                    |
| Sprankshoeve                                                              | Boerderij                 | 1827                   |            | Vlamingstraat 77          | 52° 3' 31" NB, 4° 29' 17" OL | 41027  | Sprankshoeve                                                         |
| Norge                                                                     | Woonhuis                  | 1935                   | Jan Dekker | Vlamingstraat 83          | 52° 3' 31" NB, 4° 29' 15" OL | 516042 | Meer afbeeldingen                                                    |
| Hoeve met langwerpig deel en ingezwenkt gevel                             | Boerderij                 | 1811                   |            | Voorweg 93/93a            | 52° 3' 38" NB, 4° 28' 37" OL | 41028  | Meer afbeeldingen                                                    |
| Hooge Woning                                                              | Boerderij                 | 18e eeuw               |            | Voorweg 109               | 52° 3' 44" NB, 4° 28' 0" OL  | 41029  | Hooge Woning                                                         |
| Hofstede "Meerzigt"                                                       | Boerderij                 | 1677                   |            | Voorweg 119               | 52° 3' 44" NB, 4° 27' 33" OL | 41030  | Meer afbeeldingen                                                    |
| Hoeve Voorzorg                                                            | Boerderij                 | 1794                   |            | Voorweg 125               | 52° 3' 49" NB, 4° 27' 30" OL | 41031  | Meer afbeeldingen                                                    |
| Schuur Voorzorg                                                           | Boerderij                 | 19e eeuw               |            | Voorweg 125               | 52° 3' 48" NB, 4° 27' 31" OL | 422829 | Meer afbeeldingen                                                    |
| Noorderbosch                                                              | Boerderij                 | wellicht 18e eeuw      |            | Voorweg 228               | 52° 4' 9" NB, 4° 26' 42" OL  | 41032  | Noorderbosch                                                         |